# Miejskie Przedsiębiorstwo Energetyki Cieplnej w Olsztynie
Miejskie Przedsiębiorstwo Energetyki Cieplnej w Olsztynie – przedsiębiorstwo zajmujące się energetyką cieplną oraz siecią ciepłowniczą na terenie Olsztyna.

## Historia
W 1959 roku powołano Zakład Cieplny Miejskiego Zarządu Budynków Mieszkalnych, któremu podlegało około 60 małych kotłowni. W 1964 roku przekształcono zakład w Zakład Energetyki Cieplnej, który w wyniku rozwoju Olsztyna, stał się fundamentem Olsztyńskiego Przedsiębiorstwa Energetyki Cieplnej powołanego w 1968 roku. W 1973 roku obszar działania firmy powiększył się na teren całego ówczesnego województwa olsztyńskiego, z powodu powstania Wojewódzkiego Przedsiębiorstwa Energetyki Cieplnej. W 1978 roku na obrzeżach miasta w okolicy osiedla Kortowo, ukończono budowę elektrociepłowni, działającej do dzisiaj. W 1987 roku zlikwidiwano WPEC i powołano Miejskie Przedsiębiorstwo Energetyki Cieplnej. Zakłady działające poza Olsztynem zyskały odrębność gospodarczą. W 1997 roku MPEC przekształcono w jednoosobową spółkę Gminy Miejskiej Olsztyn.
W 2021 roku, Miejskie Przedsiębiorstwo Energetyki Cieplnej w Olsztynie zajęło 3. miejsce w Ogólnopolskim Rankingu Najlepszych Przedsiębiorstw Energetyki Cieplnej.

## Statystyki
Miejskie Przedsiębiorstwo Energetyki Cieplnej zaopatruje w ciepło około 60% mieszkań oraz instytucji w Olsztynie. W Ciepłowni w Kortowie znajduje się pięć pracujących kotłów typu WR-25. W 2019 roku MPEC Olsztyn wyprodukował 1 055 859 GJ energii cieplnej oraz 4277 MWh elektrycznej.

### Komin Ciepłowni Kortowo
Komin Ciepłowni Kortowo powstał w 1978 roku i mierzył równo 120 metrów. Od 1994 roku był obiektem nadawczym, nadawało z niego Radio WaMa w dolnym paśmie UKF, Na częstotliwości 70,19 MHz. W 2020 komin wyposażono w antenę MUX-4. 
27 marca 2021 roku komin wysadzono.

## Plany na przyszłość
W 2020 roku rozpoczęto budowę nowoczesnej elektrociepłowni, zasilanej paliwem alternatywnym pochodzącym z przetwarzania odpadów komunalnych. Zakończenie prac budowlanych szacuje się na 2023 rok.